# 뮌징겐역
뮌징겐역(독일어: Bahnhof Münsingen)은 스위스 베른주 뮌징겐 시에 있는 기차역이다. 스위스 연방 철도의 표준궤 베른-툰선의 중간 정류장이다.

## 운행편
다음 서비스는 뮌징겐에서 정차한다.
- 레기오익스프레스 / 레기오 : 베른과 츠바이지멘 또는 브리크/도모도솔라 사이에 매시간 운행; 기차는 툰에서 갈라진다.
- 베른 S-반 S1 : 프리부르와 툰 사이를 30분 간격으로 운행